# Lammetjeswiel

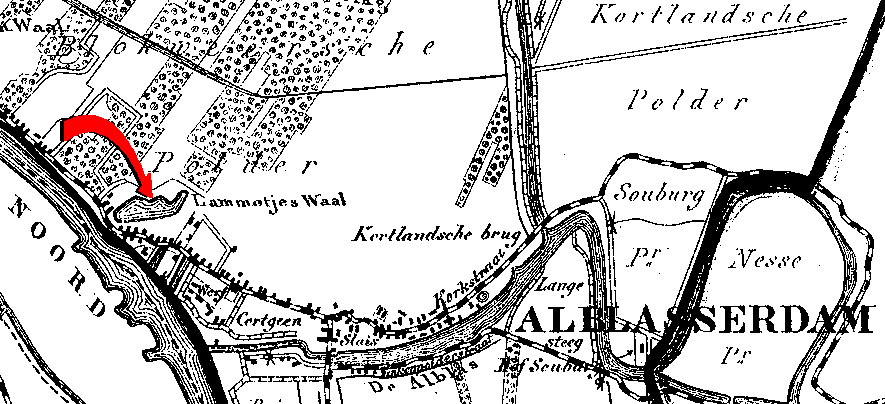
Het Lammetjeswiel of -waal bij de rode pijl op een kaart in de gemeenteatlas van Kuyper uit 1869

Het Lammetjeswiel (ook Lammetjeswaal genoemd) is een recreatieplas in de gemeente Alblasserdam. Het meertje, dat ongeveer 200 bij 100 meter groot is, is een wiel, een soort kolk die werd gevormd door een dijkdoorbraak in 1373 van de getijrivier de Noord, de verbinding tussen de Merwede en de Lek.
Het Lammetjeswiel ligt tussen het landgoed Huis te Kinderdijk en de waterbushaven van Alblasserdam. De plas heeft een zandstrand, een speel- en ligweide en diverse andere toeristische voorzieningen.